# Theodor Huber (Vogt)

Theodor Huber

Theodor Huber (* 13. Juli 1758 in Nendingen; † 16. März 1816 in Triberg) war Obervogt des Obervogteiamts Triberg.

## Werdegang
Ab 1778 studierte er in Freiburg zunächst Theologie, danach Rechtswissenschaften und fand nach seinem Examen und der Promotion zum Doktor beider Rechte Anstellung beim Magistratgericht der Stadt Freiburg. 1795 wurde er Regierungsadvokat, später Obervogt seiner königlich-kaiserlichen Majestät.
Die Herrschaft Triberg war bis 1355 im Besitz der Grafen von Hohenberg und gelangte danach zu Vorderösterreich.
Dieses Amt behielt er auch noch nach der Neuordnung von 1806 als badischer Obervogt beziehungsweise Oberamtmann in Triberg. 1810 leitete er als badischer Subdelegierter Commisair die Grenzverhandlungen zwischen dem Großherzogtum Baden und dem Königreich Württemberg über schwarzwälder Gebiete.

## Politische Ausrichtung
Da es um die Schwarzwälder Uhrenindustrie zu dieser Zeit nicht gut stand, öffnete er den Menschen mit der toscanischen Strohflechterei und der Veredlung der Obstbaumzucht neue Perspektiven. Daneben förderte er die Kultivierung von Ackerland und Wiesen, die Rodung neuer Felder und deren Bewässerung. Das Transportproblem für die Holzabfuhr suchte er durch den Bau von Wegen und Bergstraßen zu lösen, beispielsweise von Triberg nach Villingen und nach Haslach. Da er die Attraktivität der Triberger Wasserfälle erkannte, ließ er den Wald ringsherum lichten und baute bequeme Zugangspfade dazu.

## Nachwirken
Der badische Volksschriftsteller Heinrich Hansjakob hat mit seinen genauen Aufschrieben das Leben dokumentiert und Theodor Huber als „unermüdlichen Vogt“ und „Wohltäter aller Armen“ bezeichnet.
Bis heute gilt er in Triberg als ehrenwerter Mann, was sich an der Obervogt-Huber-Straße, dem Huberweg, dem Huberfelsen und der Hubertanne darstellt.